# Neftekamsk
Neftekamsk (ruski: Нефтека́мск, baškirski: Нефтекама (Neftekama)) je grad na sjeverozapadu Baškirije (Rusija). Nalazi se na rijeci Kami, 220 km od glavnog grada republike Ufe. Ime je dobio prema rijeci Kami i ruskoj riječi za naftu (нефть, neft).

## Povijest
Grad je osnovan 1957. godine nakon otkrića naftnih polja u Krasnokamskom distriktu. Status grada stječe 1963. godine. Glavna gospodarska grana u gradu je tvornica autobusa NefAZ osnovana 1972. godine. Danas je Neftekamsk najveće industrijsko i kulturno središte republike.

## Demografija
Četvrti je grad po veličine u Baškiriji prema broju stanovnika nakon Ufe (1.105.667), Sterlitamaka (279.568) i Salavata (154.117). Prema popisu stanovništva iz 2010. Tatari čine 31,5 %, Rusi 29,7 %, Baškirci 25,8 %, Marijci 9,9 % stanovništva, dok je drugih nacionalnosti 3,1 %.

## Vanjske poveznice
|  | Zajednički poslužitelj ima još gradiva o temi Neftekamsk |

- Službena stranica  Arhivirana inačica izvorne stranice od 17. rujna 2009. (Wayback Machine) (rus.)